# Automeris neomexicana
Automeris neomexicana är en fjärilsart som beskrevs av Barnes och Benjamin 1922. Automeris neomexicana ingår i släktet Automeris och familjen påfågelsspinnare. Inga underarter finns listade i Catalogue of Life.